# Gastwies

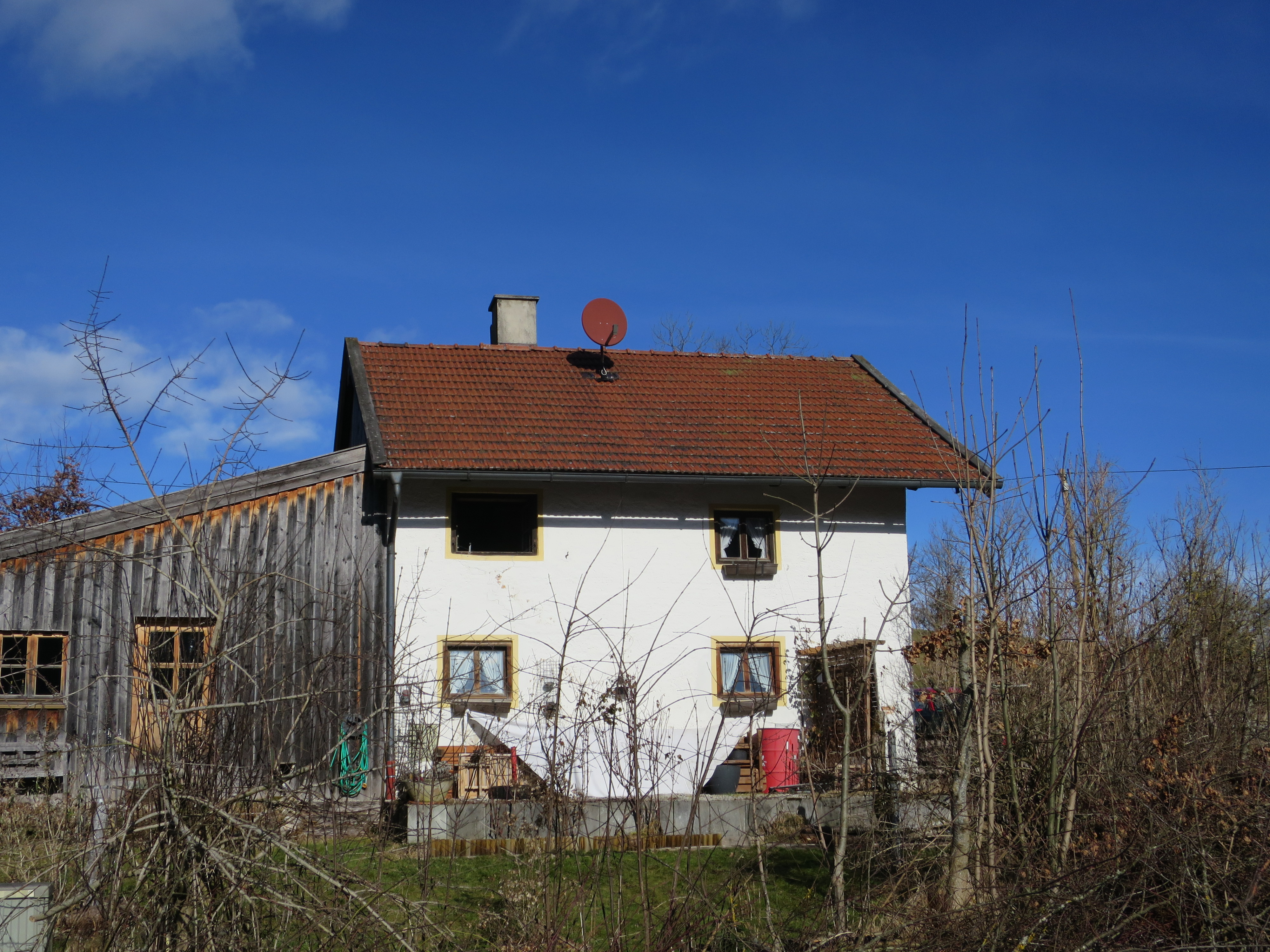
Denkmalgeschütztes sogenanntes Pulvererhäusl

Gastwies ist ein Ortsteil der Gemeinde Dietramszell im oberbayerischen Landkreis Bad Tölz-Wolfratshausen.

## Geografie
Der Weiler liegt in der Region Bayerisches Oberland in der voralpenländischen Moränenlandschaft unmittelbar östlich des Hauptortes und wird von der Staatsstraße 2073 tangiert.  

## Einwohner
1925 wohnten in dem Weiler zehn Personen, bei der Volkszählung 1987 wurden sieben Einwohner registriert.

## Baudenkmal
Einziges Baudenkmal im Ort ist das Wohnhaus Nummer 6, sogenanntes Pulvererhäusl, zweigeschossiger kleiner Satteldachbau mit Lünettenfenstern im Giebelfeld.
Siehe: Denkmalliste